# Steffen Poser
Steffen Poser (* 20. Juli 1962 in Leipzig) ist ein deutscher Historiker, Museumskurator und Autor.

## Leben
Steffen Poser wuchs in Reudnitz auf, er besuchte zunächst die Nikolaischule, 1981 legte er sein Abitur an der Thomasschule ab. Unterbrochen von seinem Grundwehrdienst bei der NVA arbeitete er von da an für das Museum für Geschichte der Stadt Leipzig, zunächst als Fremdenführer am Völkerschlachtdenkmal. Seit 1991 war er Leiter des Denkmals. 1992 schloss er ein Fernstudium in Geschichte an der Humboldt-Universität zu Berlin ab, Thema seiner Diplomarbeit war das Völkerschlachtdenkmal als politisches Symbol im Wandel der Zeit.
Er leitete neben dem Denkmal auch das dazugehörige Museum FORUM 1813 und kuratierte diverse Ausstellungen des Stadtgeschichtlichen Museums Leipzig mit. Zudem betreute er dort die Militaria- und Numismatiksammlungen. Im Juli 2025 ging er in den Ruhestand. Posers Forschungs- und Publikationsschwerpunkte sind die Völkerschlacht und das Völkerschlachtdenkmal.

## Werke (Auswahl)

### Einzelschriften
- Bis hierher sollst du kommen und nicht weiter, hier sollen sich legen deine stolzen Wellen. Hiob 38,11. Denkmale erzählen über die Leipziger Völkerschlacht (= Leipziger Hefte. Band 13), Hrsg.: Leipziger Geschichtsverein. Sax-Verlag, Beucha 1998, ISBN 978-3-930076-66-6.
- (als Autor): Hörbuch zum Völkerschlachtdenkmal. Tonwelt Professional Media GmbH, Berlin 2005.[4]
- Denkmale zur Völkerschlacht, Hrsg.: Stadtgeschichtliches Museum Leipzig. Passage-Verlag, Leipzig 2008, ISBN 978-3-938543-52-8.
- mit Ulrike Dura und Annett Elbe: Völkerschlacht. Stadtgeschichtliches Museum Leipzig, FORUM 1813. 3. Auflage, Passage-Verlag, 2008, ISBN 978-3-932900-16-7.
- Völkerschlachtdenkmal. Kurzführer, Hrsg.: Stadtgeschichtliches Museum Leipzig. Passage-Verlag, Leipzig 2008, ISBN 978-3-938543-56-6 (englische Ausgabe: Monument to the battle of the nations. Short guide, ISBN 978-3-938543-73-3).
- Die Völkerschlacht bei Leipzig. "In Schutt und Graus begraben", Hrsg.: Stadtgeschichtliches Museum Leipzig. Edition Leipzig, Leipzig 2013, ISBN 978-3-361-00691-1.
- Völkerschlacht in Stichworten. Stadtgeschichtliches Museum Leipzig. Leipzig 2013, ISBN 978-3-910034-16-7.
- mit Volker Rodekamp, Frida Starke und Thomas Topfstedt: Völkerschlachtdenkmal. Stadtgeschichtliches Museum Leipzig. 4. Auflage, DZA Druckerei, Altenburg 2015, ISBN 978-3-936300-05-5.
- ... oder kann das weg? Napoleons Nachttopf, Ulbrichts Küchenstuhl und das Taufkleid von Tante Martha. Zwischen Alltag und Aura oder Warum sammeln Geschichtsmuseen?. Stadtgeschichtliches Museum Leipzig, Leipzig 2020, ISBN 978-3-910034-86-0.
- mit Ulrike Dura (Hrsg.): R.I.P. Die letzte Adresse. Tod und Bestattungskultur in Leipzig. Stadtgeschichtliches Museum Leipzig, Leipzig 2024, ISBN 978-3-910034-90-7.

### Aufsätze
- Das Völkerschlachtdenkmal zu Leipzig. In: Klaus Sohl (Hrsg.): Das Völkerschlachtdenkmal (= Touristführer). Sachsenbuch, Leipzig 1993, ISBN 978-3-910148-62-8, S. 39–54.
- Die Jahrhundertfeier der Völkerschlacht und die Einweihung des Völkerschlachtdenkmals zu Leipzig 1913. In: Katrin Keller (Hrsg.):  Feste und Feiern. Zum Wandel städtischer Festkultur in Leipzig. Edition Leipzig, Leipzig 1994, ISBN 978-3-361-00426-9, S. 196–213.
- Ein nationales Fest der Patrioten. Hundertjahrfeier der Völkerschlacht. In: Damals. Das Magazin für Geschichte 27 (1995), Nr. 8, ISSN 0011-5908, S. 20–24.
- Zur Rezeptionsgeschichte des Völkerschlachtdenkmals. In: Katrin Keller, Hans-Dieter Schmid (Hrsg.): Vom Kult zur Kulisse. Das Völkerschlachtdenkmal als Gegenstand der Geschichtskultur. Leipziger Universitätsverlag, Leipzig 1995, ISBN 978-3-929031-60-7, S. 229.
- FORUM 1813. Das neue Museum am Völkerschlachtdenkmal. In: Stadtgeschichte. Mitteilungen des Leipziger Geschichtsvereins e.V. 1 (1999), ISSN 1437-8604, S. 22–26.
- Denkmal mit bewegter Vergangenheit. Zwischen Panoramablick und Politik-Propaganda. In: Der Städtetag. Zeitschrift für kommunale Politik und Praxis N. F. 54 (2001), ISSN 0038-9048, S. 46–48.
- The Battle of Nations Monument. National Monument or Hallmark of European History?. In: Rivista napoleonica = Revue Napoleonienne = Napoleonic Review 5/6 (2002), ISSN 1825-3474, S. 67–72.
- Das Völkerschlachtdenkmal – Wahrzeichen oder wilhelminische Altlast. In: Wissenschaftliches Kolloquium "Europäische Nationaldenkmale im 21. Jahrhundert – Nationale Erinnerung und europäische Identität". 15. bis 17. Oktober 2003 in Leipzig (= thema.M. Sonderband). Stadtgeschichtliches Museum Leipzig, Leipzig 2005, ISBN 3-938543-09-4, S. 12–19.
- Wie Phönix aus der Asche. Die Sanierung des Völkerschlachtdenkmals. In: Leipziger Blätter 51 (2007), ISSN 0232-7244, S. 4–8.
- Das Völkerschlachtdenkmal. Vom Nationaldenkmal zum Sinnzeichen europäischer Geschichte. In: Militärgeschichte im Museum = Vojenské dějiny v muzeu. 15. Internationale Fachtagung Bayerischer, Böhmischer und Sächsischer Museumsfachleute, 15. bis 17. Oktober 2006 (= Museum-Bulletin. Band 15). Sächsische Landesstelle für Museumswesen, Dresden 2008, DNB 1000840301, S. 73–84.
- Der "Geist" von 1813 – immer wieder. In: Helga Rötsch, Egbert Rötsch, Thomas Nabert (Hrsg.): Völkerschlacht. Gedenken auf alten Postkarten. Pro Leipzig, Leipzig 2013, ISBN 978-3-936508-85-7, S. 134–141.
- (gleichzeitig als Kurator der Ausstellung): "Ich habe das Morden zum Überdruss satt!". Die Völkerschlacht. In: Volker Rodekamp (Hrsg.): Helden nach Maß. 200 Jahre Völkerschlacht bei Leipzig. Stadtgeschichtliches Museum Leipzig, Leipzig 2013, ISBN 978-3-910034-18-1, S. 17–26, 70–195 (Katalogteil mit Ulrike Dura).
- Książę Józef Poniatowski w Lipsku. In: W nurtach historii. W 200. Rocznicę śmierci księcia Józefa Poniatowskiego. Muzeum Historyczne Miasta Krakowa, Kraków 2013, ISBN 978-83-7577-185-5, S. 26–32.
- Ein steinernes Ausrufezeichen. Das Völkerschlachtdenkmal. In: Damals. Das Magazin für Geschichte 45 (2013), Nr. 6, ISSN 0011-5908, S. 40–44.
- Die traurige Pflicht der Leipziger. Humanitäre Katastrophe. In: Damals. Das Magazin für Geschichte 45 (2013), Nr. 6, ISSN 0011-5908, S. 35–37.
- Vom traurigen Übel, drei Souveräne auf den Schultern zu tragen. In: Schloss Rötha. Erinnerung und Vision, Hrsg.: Förderverein Rötha – Gestern.Heute.Morgen e.V. Pro Leipzig, Leipzig 2013, ISBN 978-3-936508-87-1, S. 10–21.
- Trotz "Mangel an landschaftlicher Scenerie". Das Völkerschlachtdenkmal zu Leipzig.
  - In: Ulrich von Hehl (Hrsg.): Stadt und Krieg. Leipzig in militärischen Konflikten vom Mittelalter bis ins 20. Jahrhundert (= Quellen und Forschungen zur Geschichte der Stadt Leipzig. Band 8). Leipziger Universitätsverlag, Leipzig 2014, ISBN 978-3-86583-902-2, S. 237–265.
  - In: Martin Hofbauer, Martin Rink (Hrsg.): Die Völkerschlacht bei Leipzig. Verläufe, Folgen, Bedeutungen 1813 – 1913 – 2013 (= Beiträge zur Militärgeschichte. Band 77). De Gruyter Oldenburg, Berlin und Boston 2017, ISBN 978-3-11-046244-9, S. 329–345.
- Die Völkerschlacht bei Leipzig. In: Detlef Döring (Hrsg.): Geschichte der Stadt Leipzig. Band 2: Von der Reformation bis zum Wiener Kongress. Leipziger Universitätsverlag, Leipzig 2016, ISBN 978-3-86583-802-5, S. 725–743.
- Deutscher Patriotenbund und Völkerschlachtdenkmal. In: Susanne Schötz (Hrsg.): Geschichte der Stadt Leipzig. Band 3: Vom Wiener Kongress bis zum Ersten Weltkrieg. Leipziger Universitätsverlag, Leipzig 2018, ISBN 978-3-86583-803-2, S. 541–547.
- Leipziger Schützen. Die Leipziger Sebastiansgesellschaft. In: Volker Rodeamp (Hrsg.): In Bewegung. Meilensteine der Leipziger Sportgeschichte (= thema.M. Band 20). Stadtgeschichtliches Museum Leipzig, Leipzig 2018, ISBN 978-3-910034-80-8, S. 14–23.
- Das Wunder von Leipzig. Völkerschlachtdenkmal und Forum 1813. In: Leipzig.Museum. Volker Rodeamp, Direktor 1996–2019 (= thema.M. Band 21). Stadtgeschichtliches Museum Leipzig, Leipzig 2019, ISBN 978-3-910034-81-5, S. 30–35.